# Hystrix javanica
Hystrix javanica é uma espécie de roedor da família Hystricidae.
Endêmico da Indonésia, pode ser encontrado nas ilhas de Java, Bali, Sumbawa, Flores, Lombok, Madura, e Tonahdjampea. Um registro ao sul de Sulawesi é provavelmente derivado de introdução.